# Арена да Жувентуди
«Арена да Жувентуди» (порт. Arena da Juventude, англ. Youth Arena) — крытое спортивное сооружение в Деодору, Рио-де-Жанейро (Бразилия). Открыт в 2016 году. Комплекс будет принимать матчи гандбольного олимпийского турнира 2016 и фехтовальную часть современного пятиборья, а во время Паралимпиады здесь пройдут соревнования по фехтованию на колясках в рамках летней Паралимпиады 2016.